# Condado de Stolberg-Rossla
El condado de Stolberg-Rossla (en alemán: Grafschaft Stolberg-Roßla) fue un condado del Sacro Imperio Romano. Su capital era Rossla (Roßla), que ahora está en el estado federado de Sajonia-Anhalt, Alemania.
Stolberg-Rossla surgió al dividirse Stolberg-Stolberg en 1706. Fue forzado a reconocer el señorío del Electorado de Sajonia en 1738. Stolberg-Rossla fue mediatizado a Sajonia en 1803, pero pasó al Reino de Prusia en 1815, aunque el territorio posteriormente fuera administrado dentro de la Provincia de Sajonia. En 1893 los condes se convirtieron en Príncipes de Stolberg-Rossla y conservaron sus bienes hasta 1945.

## Gobernantes de Stolberg-Rossla

### Condes de Stolberg-Rossla
- Christoph Ludwig I, Conde de Stolberg-Stolberg (1634-1704)
  - Christoph Friedrich, Conde de Stolberg-Stolberg (1672-1736)
  - Jost Christian, 1º Conde de Stolberg-Roßla 1706-1739 (1676-1739)
    - Friedrich Botho, 2º Conde 1739-1768 (1714-1768)
      - Heinrich Christian Friedrich, 3º Conde 1768-1778 (1747-1810)
      - Johann Wilhelm Christoph, 4º Conde 1778-1826 (1748-1826)
      - August, 5º Conde 1826-1846 (1768-1846)
        - Karl Martin, 6º Conde 1846-1870 (1822-1870)
          - Botho, 7º Conde 1870-1893 (1850-1893)

### Príncipes de Stolberg-Rossla
- Botho, 1º Príncipe 1893 (1850-1893)
  - Jost Christian, 2º Príncipe 1893-1916 (1886-1916)
  - Christoph Martin, 3º Príncipe 1916-1949 (1888-1949)
    - Johann Martin, 4º Príncipe 1949-1982 (1917-1982)